# Чатем-сквер
Чатем-сквер (англ. Chatham Square) — головне перехрестя Чайна-тауна на Мангеттені в Нью-Йорку. Площа розташована на місці злиття восьми вулиць: Бауері, Дойєрс-стріт, Іст-Бродвей, Перл-стріт, Мотт-стріт, Олівер-стріт, Ворт-стріт і Парк-Роу.
Невеликий парк у центрі площі відомий як Сквер Кімлау і Сквер Лінь Цзе Сю.

## Історія

Чатем-сквер 1905 рік

Чатем-сквер був названий на честь Вільяма Пітта, 1-го графа Чатема та прем'єр-міністра Великої Британії до Американської революції. Пітт-стріт у Нижньому Іст-Сайді також названа на його честь, а Парк-Роу колись була Чатем-стріт.